# Оснат
Оснат або Осенат (івр. אָסְנַת; ім'я єгипетського походження, присвячене Нейт, Modern: ʾŎsnát, Tiberian: ʾĀsənaṯ) - персонажка Старого Завіту, згідно з Буттям, дочка єгипетського жерця Поті Фера (Петефреса, Пент) з міста Он, видана фараоном у шлюб з Йосипом. Народила від нього синів Манасію та Єфрема. Інколи вживається на початку "А" у імені згідно з тиберійською локалізацією, сучасний же іврит пропонує читатися через "О".
Біблійна тема одруження Йосипа та Асенат була розвинена в апокрифічному творі "Йосиф і Асенет", розширеному до форми роману еллінізму. У романі Оснат представлена як гордовита дівчина, яка живе в казковому палаці і прагне одружитися з спадкоємцем престолу, який зневажав Йосипа як іноземця і визволителя. Тим не менш, вона закохалася в нього з першого погляду, і оскільки різниця в релігії була непереборною перешкодою для Йосипа, після внутрішньої боротьби та посту вона прийняла юдаїзм і змогла стати його дружиною. Син фараона також намагався завоювати її прихильність, а дізнався про вибір Йосипа, той зважився заплямувати руки у крові, що в результаті обернулося проти нього ж.
Пізніша рабинська традиція, у зв'язку із забороною змішаних шлюбів, накладеною на віруючих євреїв, зображувала Асенат як єврейку, дочку Діни та Сихема, яка була вдочерена Потіфером. Течія, що відстоює повністю єгипетське походження Асенат, представила її як зразок для звернення до юдаїзму, а її шлюб з Йосипом після звернення - як приклад умови, за якої такі шлюби дозволені.
З апокрифів Оснат перейшла в західну агіографічну літературу, її літургійна пам'ять відзначається 13 грудня. В іконографії Асенат іноді зображується в сцені благословення синів Йосипа вмираючим Яковом (приклад - картина Рембрандта "Благословення Якова").